# Caussou
Caussou là một xã ở tỉnh Ariège, thuộc vùng Occitanie ở phía tây nam nước Pháp.

## Dân số
- 1806 - 417
- 1851 - 467
- 1856 - 415
- 1901 - 282
- 1921 - 251
- 1946 - 176
- 1968 - 145
- 1982 - 95
- 1999 - 84